# Meister der Barbara-Legende
Als Meister der Barbara-Legende wird ein niederländischer Maler bezeichnet, der von ca. 1470 bis 1500 in der Region oder Stadt Brüssel tätig war.

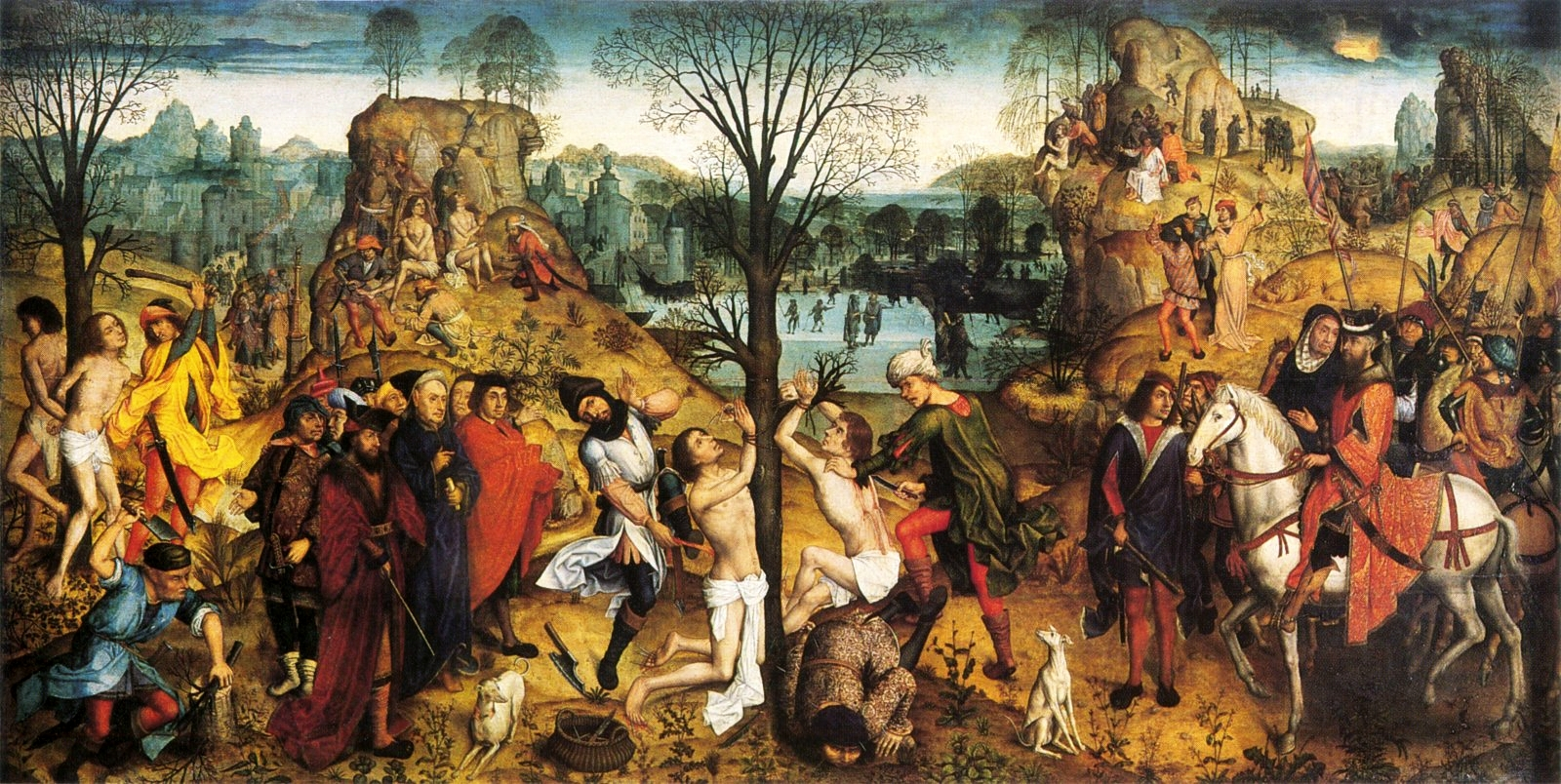
Meister der Barbara-Legende. Martyrium der Hl. Crispinus und Crispinianus. Um 1490-1500. Warschauer Nationalmuseum.

## Namensgebung nach Bildern aus der Barbara-Legende
Der namentlich nicht bekannte Meister der Barbara-Legende ist nach seinem Triptychon mit Szenen aus der Barbaralegende benannt. Dessen Fragmente sind heute auf Museen in Brüssel und Brügge verteilt.

## Weitere Werke
Dem Meister der Barbara-Legende wurden von Kunsthistorikern aus aller Welt im Laufe der Zeit verschiedene weitere Werke zugeschrieben. Darunter befinden sich z. B.:
- Annenaltar der Frankfurter Katharinenkirche
- Triptychon mit Szenen aus dem Leben Hiobs. WRM Wallraf-Richartz-Museums & Fondation Corboud, Köln.
- Krönung Kaiser Heinrichs II. durch Papst Benedikt VIII. LWL-Landesmuseum für Kunst und Kulturgeschichte, Münster.

## Die Arbeitsteilung des Meisters?
Durch Einsatz von transparenter Farbe erzielt der Meister der Barbara-Legende einen besonderen Lichteffekt auf den Gesichtszügen seiner Figuren. Da im Gegensatz zu dieser raffinierteren Technik andere Teile mancher seiner Werke weniger kunstvoll oder in anderem Stil geschaffen scheinen, wird vermutet, dass der Meister in seiner Werkstatt in Arbeitsteilung zur Erhöhung der Produktivität andere Maler einsetzte. Auch wird z. B. ein Teil des ihm zugeschriebenen Triptychons, des Hiob-Altars in Köln, dem Meister der Katharinenlegende zugeteilt.

## Identifizierung
Eventuell handelt es sich bei dem Meister der Barbara-Legende um Aert van den Bossche.